# Portugal nos Jogos Paralímpicos de Verão de 1984
Portugal participou dos Jogos Paralímpicos de Verão de 1984, que foram realizados em Stoke Mandeville, Reino Unido (atletas em cadeira de rodas) e em Nova Iorque, Estados Unidos da América (atletas com paralisia cerebral, deficiências visuais, amputados e "les autres"), entre os dias 17 de junho e 1 de agosto de 1984.
A delegação portuguesa obteve 14 medalhas, das quais 4 de ouro.

## Atletas
Ao todo, a comitiva portuguesa alcançou os 26 homens e as 2 mulheres, num total de 28 atletas distribuídos por 5 modalidades, com António José Mateus, António José Silva, Octávio Manuel da Silva e Paulo Jorge Santos a competirem em duas modalidades.
| Modalidade    | Atletas |
| ------------- | --- |
| Atletismo     | Abílio Manuel Cunha, António Carlos Martins, António José Mateus, António José Silva, Carlos Alberto Ribeiro, Joaquim José Rascão, Manuel António Baltazar, Maria Albertina Cabral, Maria Helena Martins, Paulo Jorge Rodrigues, Paulo Jorge Santos, Octávio Manuel da Silva, Orlando Jorge Monteiro e Reinaldo José Pereira |
| Boccia        | António José Mateus, António Manuel Baltazar, Maria Helena Martins |
| Ciclismo      | António José Silva, Cândido Leite e Octávio Manuel da Silva |
| Futebol 7     | N. D.. Equipa colectiva de 11 atletas (PC - Paralisia Cerebral) que ficou em 4.º lugar. |
| Ténis de Mesa | Paulo Jorge Santos |

## Medalhados
A delegação portuguesa conquistou catorze medalhas: 4 ouro, 3 prata e 7 bronze.
| Medalha | Atletas                                                                                       | Modalidade    | Prova                |
| ------- | --------------------------------------------------------------------------------------------- | ------------- | -------------------- |
| Ouro    | António Carlos Martins                                                                        | Atletismo     | 200 m C8             |
| Ouro    | António Carlos Martins                                                                        | Atletismo     | 1500 m cross C8      |
| Ouro    | Reinaldo José Pereira                                                                         | Atletismo     | 100 m C8             |
| Ouro    | António José Mateus, António Manuel Baltazar, Maria Helena Martins                            | Boccia        | Eq. Mistas           |
| Prata   | António Carlos Martins                                                                        | Atletismo     | 100 m C8             |
| Prata   | António Carlos Martins, Paulo Jorge Rodrigues, Octávio Manuel da Silva, Reinaldo José Pereira | Atletismo     | 4 x 100 m C7, C8     |
| Prata   | António José Silva                                                                            | Ciclismo      | 5000 m Div. IV       |
| Bronze  | António Carlos Martins                                                                        | Atletismo     | 800 m C8             |
| Bronze  | António Carlos Martins                                                                        | Atletismo     | Comprimento C8       |
| Bronze  | Maria Albertina Cabral                                                                        | Atletismo     | 1000 m Corta-Mato C7 |
| Bronze  | Maria Helena Martins                                                                          | Atletismo     | 60 m C2              |
| Bronze  | Reinaldo José Pereira                                                                         | Atletismo     | 200 m C8             |
| Bronze  | Cândido Leite                                                                                 | Ciclismo      | 1500 m Div. IV       |
| Bronze  | Paulo Jorge Santos                                                                            | Ténis de Mesa | Individual C4        |